# Cyperus pseuderemicus
Cyperus pseuderemicus är en halvgräsart som beskrevs av Ilkka Toivo Kalervo Kukkonen och Väre. Cyperus pseuderemicus ingår i släktet papyrusar, och familjen halvgräs.
Artens utbredningsområde är Saudiarabien. Inga underarter finns listade i Catalogue of Life.